# Пикальи, Антонио
Анто́нио Пикальи (порт.-браз. Antônio Picagli; 21 апреля 1893, Сан-Паулу — 12 октября 1978, Сан-Паулу) — бразильский футболист, полузащитник.

## Карьера
Антонио Пикальи начал карьеру в клубе Пернамбуку в 1906 году. Там он выступал до 1909 года. В 1910 году он перешёл в клуб «АА Лапа», а годом позже в новосозданную команду «Руджероне». Затем он играл за клуб «Жермания». В 1914 году Пикальи перешёл в «Интернасьонал». Затем он вновь играл за «Рудженоне». В 1916 году Пикальи перешёл из «Рудженоне» в клуб «Палестра Италия». Он дебютировал в команде 12 ноября 1916 года в матче с «Гуарани» (0:0). 10 июня 1917 года он забил первый гол, поразив ворота «Маккензи Колледж» (3:2). В 1920 году Пикальи в составе «Палестры» выиграл титул чемпиона штата Сан-Паулу, ставший первым титулом, выигранным в истории клуба. 18 июня 1922 года Антонио провёл последний матч за «Палестру» с командой «Маккензи Колледж»; всего за клуб он сыграл 131 матч (97 побед, 20 ничьих e 14 поражений) и забил 17 голов, последний из которых 21 мая 1922 года во встрече со своим бывшим клубом «Интернасьонал».

## Международная статистика
| Матчи Антонио Пикальи за сборную Бразилии | Матчи Антонио Пикальи за сборную Бразилии | Матчи Антонио Пикальи за сборную Бразилии | Матчи Антонио Пикальи за сборную Бразилии | Матчи Антонио Пикальи за сборную Бразилии | Матчи Антонио Пикальи за сборную Бразилии | Матчи Антонио Пикальи за сборную Бразилии |
| ----------------------------------------- | ----------------------------------------- | ----------------------------------------- | ----------------------------------------- | ----------------------------------------- | ----------------------------------------- | ----------------------------------------- |
| №                                         | Дата                                      | Место проведения                          | Оппонент                                  | Счёт                                      | Голы                                      | Турнир                                    |
| 1                                         | 7 октября 1917                            | Рио-де-Жанейро                            | Уругвай                                   | 0:4                                       | —                                         | Чемпионат Южной Америки                   |
| 2                                         | 1 июня 1919                               | Рио-де-Жанейро                            | Аргентина                                 | 3:3                                       | —                                         | Кубок Роберто Чери                        |

## Достижения
- Чемпион Южной Америки: 1919
- Чемпион штата Сан-Паулу: 1920